# Paris Saint-Germain Handball
Paris Saint-Germain Handball – francuski klub piłki ręcznej mężczyzn, powstały w 1941 r. z bazą w Paryżu pod nazwą Asnières Sports. Obecnie klub występuje w Division 1, najwyższej klasie rozgrywek ligowych piłki ręcznej mężczyzn we Francji.

## Historia nazwy
- 1941-1989:  Asnières Sports
- 1989-1992:  Paris-Asnières
- 1992-2001:  PSG-Asnières
- 2001-2012:  Paris Handball
- 2012-nadal: Paris Saint-Germain Handball

## Sukcesy

### Krajowe
- Mistrzostwa Francji:
  -  2013, 2015, 2016, 2017, 2018, 2019, 2020, 2021, 2022
  -  1996, 2005, 2014
  -  2006
- Puchar Francji:
  -  2007, 2014, 2015, 2018, 2021, 2022
- Puchar Ligi Francuskiej:
  -  2017, 2018, 2019

### Międzynarodowe
- Liga Mistrzów:
  -  2017
  -  2016, 2018
- Klubowe Mistrzostwa Świata:
  -  2016

## Drużyna

### Kadra w sezonie 2022/2023
| Bramkarze - 12. Andreas Palicka - 16. Jannick Green Rozgrywający - 6. Luc Steins - 7. Sadou Ntanzi - 10. Dainis Krištopāns - 23. Dominik Máthé - 28. Yoann Gibelin - 44. Nikola Karabatić - 71. Elohim Prandi | Skrzydłowi - 9. Adama Keïta - 14. Ferran Solé - 19. David Balaguer - 20. Mathieu Grebille Obrotowi - 15. Henrik Toft Hansen - 21. Kamil Syprzak - 22. Luka Karabatić |

## Trenerzy
| Lp. | Imię i nazwisko         | Okres urzędowania | Okres urzędowania |
| --- | ----------------------- | ----------------- | ----------------- |
| –   | brak danych             | 1941              | 1984              |
| 1.  | Yann Blanchard          | 1984              | 1990              |
| 2.  | Patrice Canayer         | 1990              | 1994              |
| 3.  | Risto Magdinčev         | 1994              | 1997              |
| 4.  | Nicolas Cochery         | 1997              | 2000              |
| 5.  | Boro Golić              | 2000              | 2003              |
| 6.  | Maxime Spincer          | 2003              | 2004              |
| 7.  | Thierry Anti            | 2004              | 2008              |
| 8.  | Olivier Girault         | 2008              | 2011              |
| 9.  | Maxime Spincer          | 2011              | 2011              |
| 10. | François Berthier       | 2011              | 2012              |
| 11. | Philippe Gardent        | 2012              | 2015              |
| 12. | Zvonimir Serdarušić     | 2015              | 2018              |
| 13. | Raúl González Gutiérrez | 2018              | obecnie           |